# Арабелла возвращается
«Арабелла возвращается» (чеш. Arabela se vrací aneb Rumburak králem Ríse pohádek, 1993) — сказочный сериал производства Чехии, продолжение фильма «Румбурак» (чеш. Rumburak, 1985) и сериала «Арабелла» (чеш. Arabela, 1980).

## Сюжет
Гонзик и Марженка перерыли весь сад в поисках колокольчика, с помощью которого они могли бы побывать в стране сказок и добыть там материал для защиты курсовой работы Гонзика. Они, как и все остальные, обеспокоены тем, что Арабелла внезапно оказалась в родильном доме, куда надо было отправиться не раньше, чем через 8 месяцев. Что же происходит? Арабелла съела зелёное яблоко с острова Пултанелла, которое ей тайно подложил Румбурак, чтобы разрушить её семейное счастье. И, таким образом, исполнить предсказание — стать королём страны сказок. Дело в том, что на Пултанелле беременность и рождение новых жителей происходит вследствие того, что женщина съедает яблоко местного сорта, и, вскоре после этого, происходят роды. Жители Пултанеллы внешне, на первый взгляд, не отличимы от людей, если бы не одно но — они рождаются стариками, с течением времени молодеют, постепенно превращаясь в грудного младенца, после чего умирают. Рождение подобных «детей» для Арабеллы, естественно, неприемлемо.
Вместо актрисы Яны Нагьёвой, исполнившей роль принцессы Арабеллы в сериале 1980 года, в главной роли снималась актриса Мирослава Шафранкова, сестра Либуше Шафранковой, которая озвучила Арабелу в сериале 1980 года.

## В ролях
- Мирослава Шафранкова / Miroslava Šafránková — принцесса Арабелла
- Владимир Длоуги / Vladimír Dlouhý — Пётр Майер
- Стелла Зазворкова / Stella Zázvorková — пани Майерова
- Дагмар Патрасова / Dagmar Patrasová — принцесса Ксения
- Мариан Лабуда / Marián Labuda — пан Папп
- Иржи Лабус / Jiří Lábus — Румбурак
- Властимил Бродский / Vlastimil Brodský — Гиацинт, король Страны сказок
- Яна Брейхова / Jana Brejchová — королева Страны сказок
- Франтишек Филиповский / František Filipovský — чёрт Блекота
- Ива Янжурова / Iva Janžurová — пани Блекотова
- Петр Нарожны / Petr Nárožný — Карел
- Павел Зедничек / Pavel Zedníček — Гиацинт
- Ярослава Кречмерова/Jaroslava Kretschmerova — Роксана
- Павел Новы / Pavel Nový — Фантомас
- Вацлав Штекл / Václav Štekl — пан Помпо
- Ондржей Кепка / Ondřej Kepka — Гонза Майер
- Гана Шевчикова / Hana Ševčíková — Марженка Германова
- Иржи Совак / Jiří Sovák — волшебник Теофил Виго
- Олдржих Визнер / Oldřich Vízner — принц Виллибальд
- Яна Кимлова / Jana Kimlová — Наталка
- Яна Андресикова / Jana Andresiková — пани Че́рна
- Матоуш Соукенка / Matouš Soukénka — принц Фредди
- Ладислав Потмешил — полицейский
- Валери Капланова / Valerie Kaplanova — старушка-волшебница[2]
- Олдржих Кайзер / Oldrich Kaiser — Захария, инженер[3]
- Люба Скорепова / Luba Skorepova — Баба-Яга из пряничного домика[4]
- Мириам Канторкова
- Ян Скопечек

## Содержание серий
|         | |  |  |  |
| 01 (14) | «Помогите, за горой великан?» Ну вот и десять лет прошло, как чешский инженер Петр Майер и сказочная принцесса Арабела вместе. Много чего произошло за это время. Арабела со своим даром понимать язык животных ведет свое телешоу, Гонзик и Маржинка выросли, не стало пана Майера(Своим чередом течет жизнь и в Стране сказок. Король Гиацинт пригласил к себе Шерлока Холмса, чтобы тот помог найти пропавший дорожный плащ. И великий сыщик находит вора. Это принцесса Ксения, которая периодически путешествует в мир людей, где у неё есть любовник. А тем временем Стране сказок грозит беда — к её границам приближается великан, изгнанный из своего племени за вегетарианство. Вернуться к своим он сможет пока не съест хотя бы полсотни живых людей. |  |  |  |
|         | |  |  |  |
| 02 (15) | «Роковое гадание» Узнав о великане и не имея возможности ему противостоять — дорожный плащ с волшебным перстнем был украден Остроглазом — король Гиацинт вынужден отдать ему на съедение Спящую красавицу. Это приводить к исчезновению данной сказки и упоминанию о ней в Мире людей. Тем временем сбежавший в Мир людей Остроглаз встречает там бывшую Бабу-ягу а ныне городскую гадалку пани Черну, Позже к ним присоединяется Румбурак, перебивающийся случайными заработками после расставания с Хеленкой (см. фильм «Румбурак»). Пани Черна по его просьбе гадает на его судьбу и предсказывает ему воцарение в Стране сказок после того как он сделает детей стариками. Гонзик безуспешно пытается сдать свою курсовую работу, где описал свои приключения десятилетней давности в Стране сказок. Арабела и Петр узнают, что скоро станут родителями. |  |  |  |
|         | |  |  |  |
| 03 (16) | «Румбурак летит на Пултанеллу» Румбурак украл золотую статуэтку у богатого соседа и скрываясь от пришедших за ним полицейских вместе с Остроглазом перемещается в Страну сказок, где встречает Колдунью — хозяйку пряничного домика. До этого из разговора с Остроглазом Румбурак узнал о некоем острове Пултанелле, где люди стареют наоборот благодаря волшебным яблокам. Зная о беременности Арабелы Румбурак понял, как он может исполнить предсказание Черны и отправляется в королевский дворец, чтобы узнать дорогу на остров. В это же время пастушка Роксана получает приворотные духи, благодаря которым она попадает в королевский дворец и становится помощницей пана Виго. Во дворце же устроили пир в честь Фантомаса, вызвавшегося покончить с великаном, используя технические достижения. Проникнув во дворец, Румбурак угрожает обнаружившей его Роксане и узнав путь на Пултанеллу покидает дворец, предварительно превратив в ветер принца Валибальда и украв шапку-невидимку и следящее устройство Фантомаса. В Мире людей Гонзик и Маржинка решают найти волшебный колокольчик, чтобы убедить декана и преподавателя в правоте Гонзика. Вот только такса Пайда несмотря на все просьбы Арабелы не желает вспомнить, куда она зарыла колокольчик. |  |  |  |
|         | |  |  |  |
| 04 (17) | «Арафон» Фантомас, рассердившись, что пропало его имущество, покидает Страну сказок, отказывая её жителям в помощи. Король Гиацинт приказывает найти вора. Генерал дворцовой стражи подозревает Роксану и допрашивает её, но та брызгает на генерала своими приворотными духами и тот очаровывается ею. А тем временем для великана путем жеребьевки выбирают очередную жертву — Колобка. Исчезновение очередной сказки наводит Гонзика и Марженку на мысль, что в Стране сказок что-то случилось и они с удвоенной силой ищут волшебный колокольчик, перекопав к ужасу своих матерей газон во дворе. Богатый владелец фабрики игрушек и издатель комиксов о садоводе Помпо пан Попп (тот, которого ограбил Румбурак) делает предложение Арабеле — создать устройство, позволяющее людям общаться с животными. Поскольку из-за козней пани Черны, испортившей экспериментальную гравитационную установку Петра выгнали с работы, Арабела соглашается. Новое устройство получает название «Арафон». |  |  |  |
|         | |  |  |  |
| 05 (18) | «Румбурак в яблочном саду» Румбурак прибыл на остров Пултанеллу, где люди появляются на свет стариками, после чего молодеют вплоть до младенчества, после чего превращаются в бабочек. И это благодаря волшебным яблокам. Коварно устранив управляющего садом, Румбурак получает зелёное яблоко и отправляется обратно. Тем временем в Стране сказок появляется новый житель — тот самый садовник Помпо, который может вырастить что угодно, а тем временем жребий отправиться на съедение великану к ужасу короля Гиацинта выпадает на пана Виго. Румбурак снова появляется в королевском дворце, как раз вовремя, чтобы не дать Роксане признаться генералу, кто украл волшебные предметы. Тем не менее Роксане удается побрызгать своими духами и его, после чего Румбурак признается ей в своих планах — жениться на принцессе Ксении и захватить трон. Сама же Ксения, не желая быть съеденной великаном, вместе с сыном сбегает в Страну сказок для взрослых к Фантомасу. |  |  |  |
|         | |  |  |  |
| 06 (19) | «Роковое яблоко» Пани Черна переезжает в квартиру по соседству с домом Петра и Арабелы. Вскоре там появляется и Румбурак с яблоком. Гонзик и Маржинка увлеклись раскопками и не заметили, как выкопали колокольчик, но прежде чем они это заметили, Пайда уносит его. Проходя мимо ювелирного магазина, пани Черна замечает на витрине волшебный перстень, но у неё нет денег на его покупку, позже, когда перстень пытается добыть Румбурак, выясняется, что его кто то купил. Используя шапку-невидимку, Румбурак узнает имя покупателя и крадет деньги из кассы. В Стране сказок Остроглаз, превращенный хозяйкой пряничного дома в собаку, выслеживает принцессу Ксению и её сына, но Фантомас его ловит и сажает в клетку. Румбурак, используя шапку-невидимку, проникает в квартиру Арабелы и подсовывает ей яблоко с Пултанеллы, которое Арабела съедает. |  |  |  |
|         | |  |  |  |
| 07 (20) | «Гадание исполняется» Проснувшись утром, Арабела обнаруживает у себя выросший живот, хотя беременность только началась. Тем не менее её отправляют в роддом. В Стране сказок пани Блекотова по просьбе короля Гиацинта собрала нескольких персонажей сказок для взрослых, включая Тарзана, Бэтмена, д’Артаньяна и трех мушкетеров и Одиссея. Все они готовы сразиться с Великаном и спасти Страну сказок, но тут все портит граф Калиостро, объявив, что их повелитель Фантомас будет недоволен, если его подданные помогут королю Гиацинту, с которым он в ссоре. Поскольку конфликтовать с Фантомасом никто не хочет, все тут же убегают. По просьбе пани Блекотовой её муж, чтобы развеселить гостей, начинает играть на рояле. Его музыка привлекает внимание самого Люцифера и тот бесцеремонно является и забирает Блекоту в ад, чтобы тот играл ему постоянно. Генерал узнает, что Роксана кроме него также крутит роман с министром и в отместку решает подстроить, чтобы на следующей жеребьевке на съедение великану выбрали вертихвостку. Та неудачно пытается сбежать, но её ловят и сажают под арест. Тем временем Румбурак через следящий прибор смотрит, как из родильного отделения выбегает напуганный акушер, сообщающий главному врачу, что у Арабелы Майеровой «родилось нечто». |  |  |  |
|         | |  |  |  |
| 08 (21) | «Папаша, у вас двойня!» Из-за того, что Арабела съела зелёное яблоко с Пултанеллы, у неё родились близнецы именно в том виде в каком принято на Пултанелле — в виде двух ворчливых стариков, которые впрочем с интересом познают мир, в который они попали. Петр и Арабела в шоке от произошедшего. Не менее встревожены и врачи в роддоме, поэтому странных новорожденных и их мать спешат выписать, чтобы избежать скандала. Тем не менее близнецы Карел и Гиацинт, названные в честь своих дедов потихоньку осваиваются, пока Петр, Арабела, Гонзик и Маржинка пытаются понять, как это произошло и что с этим делать. В этот момент наконец находится волшебный колокольчик, который Пайда спрятала в своей корзинке. Это заставляет насторожиться Румбурака, наблюдавшего за семьей Арабелы. Ведь теперь они смогут получить помощь из Страны сказок, что нарушит все планы злого волшебника. |  |  |  |
|         | |  |  |  |
| 09 (22) | «Западня для Роксаны» Генерал и министр подстроили, чтобы Роксану выбрали на съедение великану. К счастью для неё в этот момент из Мира людей слышится звон колокольчика, а значит Роксана как волшебница второй категории должна прибыть на звонок и узнать в чём дело. Вместо неё великану отправляют гнома, а сама Роксана собирается в дорогу. Явившийся в Страну сказок Румбурак отдает ей дорожный плащ и инструктирует её отдать плащ Петру Майеру в обмен на колокольчик, Петр при этом должен с помощью плаща явиться к колдунье — хозяйке пряничного домика. Якобы у той есть средство, как помочь его сыновьям, а на деле Румбурак рассчитывает вывести Петра из игры. Королева передает подарок для Арабелы и Роксана отправляется в путь, а по сути сбегает. Она делает все так, как сказали, но в семье Майеров, получивших плащ, думают использовать волшебный предмет иначе. Румбурак проникает в тронный зал и откалывает кусочек от королевской короны, который отдает пану Помпо и тот выращивает из него дубликат короны. Королевская армия получает от капитана Немо крупную партию динамита, чтобы взорвать великана. Все надеются, что сегодня жертву великана выберут в последний раз, так как ей великана и взрывать. Но ко всеобщему ужасу это оказывается король Гиацинт. |  |  |  |
|         | |  |  |  |
| 10 (23) | «Научная экспедиция в страну сказок» Роксана поселилась у пани Черны и вечером идет с ней на вечеринку пана Паппа, где опять использует свои духи, влюбив в себя бизнесмена, а позже переезжает к нему. Карел и Гиацинт проводят время в музее естествоведения, куда их привел сосед Петра и Арабелы пан Петричка, работающий там смотрителем. Там же братья знакомятся с дочерью пана Паппа Наталкой, которую отец называет Сверчком. Гонзик и Марженка отправляются в Страну сказок, где их почти сразу арестовывают бестолковые королевские солдаты, разыскивающие принцессу Ксению и принца Фредди, а дорожный плащ опять оказывается у Румбурака. Узнав о великане Маржинка вызывается сразиться с ним и её выпускают из под стражи. По дороге девушка помогает выбраться из капкана старушке — той, которая подарила Роксане духи. За это Маржинка получает флягу, в которой оказывается живёт Джинн. |  |  |  |
|         | |  |  |  |
| 11 (24) | «Марженка и великан» Короля Гиацинта ведут всем двором на съедение великану. Ко всеобщему удивлению у горы их встречает Марженка, а самого великана обнаруживают по шею закопанным в землю. Выясняется, что из всех сказочных жителей, присланных ему он так никого и не съел, не сумев переступить через свои убеждения, а просто держал их в пещере. На радостях, что все хорошо закончилось, король велит откопать великана и выдать в его страну грамоту о якобы съеденных жителях. Тем временем Румбурак ищет Роксану, которая осваивается в доме пана Паппа к неудовольствию Наталки. На занятиях в музее она встречает Карела и Гиацинта и узнает о волшебном перстне — Арабела рассказывала сыновьям свою историю в виде сказки. Перстень оказывается у богатой пани, знакомой пана Паппа. Петру и Арабеле начинает докучать настырная социальная работница Мосова, проверяющая содержание их детей. Пан Папп устраивает светский раут в честь Роксаны и, несмотря на обвинения окружающих в дурном вкусе, изъявляет желание жениться на ней. В это время Наталка ненадолго завладевает волшебным перстнем и превращает Роксану в козу. И поделом. |  |  |  |
|         | |  |  |  |
| 12 (25) | «Роксана снова на пастбище» Пан Папп пребывает в шоке, что его невеста превратилась в козу и просит Арабелу поспешить с арафоном, техническую часть которого обеспечивает инженер Захариуш, вернувший себе человеческий облик, но не утративший своей нелюбви к животному миру (см. фильм «Румбурак»). Тем не менее Арабеле, поговорив с Роксаной, удается узнать, что та надеется на помощь пани Черны. Та приходит, но без волшебного перстня ничего сделать не может, а тут ещё перстень похитила сорока. Румбурак вернулся в Страну сказок и с помощью сбежавшего из логова Фантомаса Остроглаза отправляется искать Ксению. Гонзик и Марженка вынуждены отправиться в путешествие на Пултанеллу, чтобы найти яблоко, превращающее стариков в младенцев, правда не зная толком, как оно на самом деле действует. Вскоре их встречает слуга Фантомаса. |  |  |  |
|         | |  |  |  |
| 13 (26) | «Шанс для Петра» Румбурак вернулся в Мир людей и, узнав, что случилось с Роксаной приходит в ужас. Гонзик и Марженка вместе со своими конями уменьшены до игрушечных размеров технологией Фантомаса, который придумал это, чтобы порадовать принца Фредди (до этого он уменьшил подразделение дворцовых солдат с той же целью). Сам Фантомас вознамерился жениться на Ксении, чему та не противится, при том что её муж Валибальд в виде ветра периодически навещает жену и сына к радости последнего, хоть и воспринимающего его как некий разумный ветер. Из-за того, что пан Петричка не смог присмотреть за Карелом и Гиацинтом, братья остаются дома к неудовольствию Петра, пытающегося изобрести что-нибудь для пана Паппа. Но тут его сыновья добираются до присланного из Царства сказок браслета и случайно запускают его волшебные свойства — висеть в воздухе и удерживать того, кто за него схватился. Петр, увидев это, тут же видит перспективы и забыв обо всем спешит к пану Паппу, которому выгодно продает «секретную технологию», а оставшиеся без присмотра Карел и Гиацинт неосознанно стирают запись речи некоторых животных, чем огорчают вернувшуюся Арабелу, отчего она ссорится с Петром. Румбурак проникает в логово Фантомаса и крадет чемодан с его технологиями. |  |  |  |
|         | |  |  |  |
| 14 (27) | «Фиктивный брак» Румбурак проник в логово Фантомаса и, используя его технологию превращения, принимает облик Фантомаса, а его самого нейтрализует, используя консервирующий пистолет, превратив в маленький чёрный шарик. После этого Румбурак под видом Фантомаса женится на Ксении, после чего они заявляются к королю Гиацинту, где Румбурак приняв свой облик заявляет о своих претензиях на трон. Так как король не желает отдавать корону, Румбурак отправляется в Мир людей за дубликатом. В спешке он теряет там шапку-невидимку, которая попадает в руки Карела, а тот, воспользовавшись ею, проникает в квартиру пани Черны и завладевает чемоданом Фантомаса. Арабела отправляется в командировку и берет Карела с собой, а тот берет с собой чемодан, изучая содержимое которого, доставляет матери сильное беспокойство. |  |  |  |
|         | |  |  |  |
| 15 (28) | «Король без подданных» Вернувшись в Царство сказок, Румбурак обнаруживает, что все его жители сбежали, осталась только принцесса Ксения с сыном, которую оставили во дворце за предательство, да и те сбежали в Мир людей, хотя Румбурак смог урвать кусок дорожного плаща. В это же время выбравшийся из клетки попугай вытаскивает из оставленной Фредди коробки одного из солдатиков. Румбурак видит это и отнимает у птицы её добычу. Из-за стресса солдатик немеет и Румбурак идет к хозяйке пряничного домика, чтобы та привела солдатика в чувство. Там же он отдает кусок плаща пану Помпо, чтобы тот вырастил ему новый плащ. Гонзик и Марженка понимают, что не должны попасть в руки злодею и с помощью остальных солдат совершают побег прямо в коробке, сделав из подручных средств воздушный шар. Как раз вовремя — узнав от солдатика, кто был в коробке, Румбурак спешит обратно во дворец, но опаздывает. |  |  |  |
|         | |  |  |  |
| 16 (29) | «Троица вступает в бой» Гонзик, Марженка и их спутники прибывают в логово Фантомаса, где его слуга возвращает их всех в нормальный размер. Румбурак дожидается, когда на огороде у пана Помпо вырастет новый плащ, после чего перемещается в Мир людей. Там пан Папп отчаянно уговаривает пани Черну вернуть человеческий облик Роксане. Узнав, что у Румбурака есть прибор, меняющий внешность Черна все же соглашается и с помощью прибора превращает Роксану в человека. Румбурак тем временем летит в Аризену, где сейчас работает Арабела и разоряет её квартиру в поисках чемодана Фантомаса. Но его там нет — Карел опять телепортировался в Прагу и отдал чемодан на хранение Гиацинту, а заодно стащил у Румбурака следящее устройство. Правда при этом он опять заставил переживать уже не только Арабелу, но и Петра и бабушку пани Майерову. Румбурак ломает голову, как ему быть — вернуться в Страну сказок, чтобы навести там порядок или остаться в Мире людей и искать Ксению для подтверждения своих прав на трон. И тут случайно пани Черна подает ему интересную идею. |  |  |  |
|         | |  |  |  |
| 17 (30) | «Румбурак № 2» Румбурак приходит к пану Помпо и, дав ему фрагмент своего ногтя, велит вырастить свою копию — по сути клонировать его. Хотя садовник сомневается, тем не менее он выполняет приказ Румбурака иу него действительно вырастает абсолютная копия злого волшебника. Карел снова телепортируется к Гиацинту. Вдвоем они прячут чемодан Фантомаса, после чего, наблюдая через следящий разговор Сверчка и Фредди узнают, что в беседке сада пана Паппа спрятан дорожный плащ. Братья идут туда и, завладев плащом, перемещаются в Страну сказок. Оказавшись в королевском дворце они знакомятся с камердинером Балтусом. Вскоре туда приходит Румбурак, но к счастью Балтусу удается не выдать братьев. Румбурак же снабжает своего клона сапогами-скороходами и отправляет в погоню за Гонзиком и Марженкой, чтобы отнять у них фляжку с джинном, а сам отправляется в Мир людей, откуда похищает принцессу Ксению и Фредди. |  |  |  |
|         | |  |  |  |
| 18 (31) | «Поддельный пан Папп» Румбурак продолжает претворять свои зловещие планы. Пока его двойник преследует Гонзика и Марженку, он, воспользовавшись отсутствием пана Паппа в Праге, принимает его облик и хулиганит на глазах удивленных граждан. В итоге настоящий пан Папп, вернувшись в город, попадает в тюрьму, а Румбурак под его видом селится в его особняке, где вместе с пани Чёрной и Роксаной начинают всячески обижать Сверчка. Карел, Гиацинт, Ксения и Фредди лишь беспомощно наблюдают за этим из Страны сказок, но у них нет дорожного плаща — Румбурак куда-то спрятал его. В чешском парламенте, благодаря арафону, выступает первый депутат-животное — шимпанзе. Тем временем Гонзик и Марженка смогли оторваться от преследователя — у того порвались сапоги-скороходы. |  |  |  |
|         | |  |  |  |
| 19 (32) | «Троица снова вместе» Румбурак, Роксана и пани Черна хотят отправить Сверчка в интернат. К счастью в этот момент, благодаря Фредди, удается найти дорожный плащ. Карел перемещается в нём в Мир людей и забирает девочку из под носа социальных работниц и возвращается с ней в Страну сказок. Тем временем Петр, идя на работу через городской парк, встречает двух пожилых дворников, которых принимает за своих сыновей (потому что перед тем, как подложить яблоко Арабеле, Румбурак дал его подержать в руках этим дворникам). Старики хоть и удивлены, что молодой мужчина называет себя их отцом, тем не менее подыгрывают ему, так как их перед этим уволили. Румбурак же продолжает вредить семье Майеров, он сворачивает работы по проекту летающей экскурсионной кабины Петра и арафона Арабелы, уволив обоих. Тем временем Гонзик и Марженка позволяют клону Румбурака обогнать их, чтобы спокойно ехать вперед, не опасаясь нападения сзади. |  |  |  |
|         | |  |  |  |
| 20 (33) | «Марженка на виселице» Румбурак разошелся не на шутку. Продолжая притворяться паном Паппом, он решает увеличить прибыль и превратившись во льва, выступает в парламенте, предварительно устранив депутата-шимпанзе. Пригрозив устроить забастовку коров, он требует процент прибыли от производства молочных продуктов в пользу компании Паппа. Узнав, что чемодан Фантомаса спрятан в доме родителей Марженки, Румбурак приходит к ним и заставляет продать ему их дом, чтобы спокойно раздобыть чемодан. Тем временем Гонзик и Марженка попали в страну, где все носят бороды, даже женщины и дети. Если Гонзик успел замаскироваться, то Марженку за отсутствие бороды чуть не повесили на виселице, к счастью Гонзику удалось её спасти. Карел и Гиацинт наконец встретились со своими дедушкой и бабушкой и теперь они думают, как им остановить Румбурака. Выясняется, что ещё есть волшебный перстень, но по вине пани Блекотовой утерян следящий прибор Фантомаса, узнать, где теперь перстень невозможно. Клон Румбурака уже добрался до моря и теперь гребет на Пултанеллу. Гонзик и Марженка, узнав, что клон уплыл на единственной свободной лодке в округе должны придумать, как и им добраться до острова. |  |  |  |
|         | |  |  |  |
| 21 (34) | «Румбурак — владыка Пултанеллы» Заполучив дом родителей Марженки, Румбурак тут же его сносит, после чего строители по его приказу ищут чемоданчик Фатомаса среди обломков. Двойник Румбурака первым прибывает на Пултанеллу как король Страны сказок и власти острова ему оказывают королевский прием. Тем временем во дворце пани Блекотовой её гости мучаются от устроенных хозяйкой концертов, которые ко всеобщему удовольствию срывает Фредди с помощью своего друга ветра — он же принц Валлибальд. Вскоре до Пултанеллы добираются и Гонзик с Марженкой. Там клон-злодей отнимает у Марженки фляжку и выпустив послушную ему армию джиннов захватывает мирное государство, а президента, правительство и Гонзика с Марженкой запирает в банковском хранилище — ну нет на Пултанелле тюрем. |  |  |  |
|         | |  |  |  |
| 22 (35) | «Чемоданчик в руках нечистого» Румбурак заполучил чемоданчик Фантомаса, вот только из-за того, что тот побывал в пожаре под руинами, его теперь невозможно вскрыть. не помогают ни 170-тонный пресс, ни циркулярная пила, а сплав, из которого тот сделан ставит в тупик главного металлурга фирмы Паппа. Лже-сыновья Петра и Арабелы уходят на прогулку и возвращаются домой с ещё двумя стариками, выдающими себя за детей. Двойник Румбурака, захватив власть на Пултанелле, формирует новое правительство из местных хулиганов и приказывает вырубить яблочные сады. Король Гиацинт и пан Виго собираются в Мир людей, чтобы сразиться с Румураком, который уже почти вскрыл чемодан, погрузив его в кислоту. |  |  |  |
|         | |  |  |  |
| 23 (36) | «Борьба за Пултанеллу» По просьбе Фредди Ветер-Валлибальд уносит дорожный плащ сорвав, путешествия пана Виго. На Пултанелле двойник Румбурака вскрывает банковское хранилище, но к своему разочарованию обнаруживает там лишь склад красных и зеленых яблок. В это время Гонзик сбежал из-под стражи и прибыл в порт, откуда двойник Румбурака собирается отплыть в Страну сказок. После короткой но жестокой схватки юноша отнимает у злодея фляжку и переподчиняет себе всех джиннов. Пултанелла спасена. Клона Румбурака сажают на старое судно и дав на дорогу пирог с сюрпризом отправляют восвояси. Гонзик и Марженка получают красное яблоко, а взамен оставляют президенту Пултанеллы фляжку — мудрый и добрый народ найдет ей достойное применение. Тем временем Валибальд терроризирует двойника Румбурака устроив ему шторм, после чего утомленный злодей съедает пирог с красным яблоком. Встретившие его судно рыбаки застают его последнюю стадию перед превращением в бабочку. |  |  |  |
|         | |  |  |  |
| 24 (37) | «Испытательный полёт» Присвоивший работу Петра Румбурак устраивает полет на экскурсионной кабине для небольшой группы туристов, среди которых пани Майерова и одна из преподавателей Гонзика. Удивительным образом кабину заносит в Страну сказок, где удивленным путешественникам открываются невероятное зрелище. Сам Румбурак собирается дать интервью от имени пана Паппа. Но вот в Мир людей возвращаются Карел, Гиацинт и Сверчок. Они забирают полурастворившийся чемодан Фантомаса, а затем Карел с помощью обруча-невидимки крадет превращающий прибор, лишив Румбурака возможности превратиться в пана Паппа перед приходом журналистов. Самого пана Паппа Наталка и Гиацинт с помощью шапки-невидимки вызволяют из тюрьмы, после чего вместе с полицией спешат в его особняк. Румбурак замечает пытающегося стащить дорожный плащ Карела и гонится за ним. Спасаясь, Карел лезет на дерево, где в сорочьем гнезде находит волшебный перстень и Румбураку приходится спасаться самому. Пани Черна и Роксана сдают его полиции, но тот успевает надеть дорожный плащ и усколзнуть. Черна и Роксана тоже пытаются сбежать, но попадаются Карелу, который превращает их в платки. |  |  |  |
|         | |  |  |  |
| 25 (38) | «Румбурак против Фантомаса» С помощью Великана Гонзик и Маржинка добрались до логова Фантомаса, где Марженка передает его слуге найденный ею шарик, в который Фантомаса превратил Румбурак. Слуга тут же возвращает Фантомасу его облик и он незамедлительно отправляется в Страну сказок, чтобы раз и навсегда покончить со злым волшебником. Румбурак тем временем решается на отчаянный шаг, но предварительно дает пану Помпо ещё один свой ноготь на всякий случай. В это время экскурсионная кабина садится у королевского замка и её пассажиры становятся свидетелями решающей схватки между Румбураком, Фантомасом и жителями Страны сказок. Румбурак берет в заложники принца Фредди и хочет взорвать замок, но ему мешает Валлибальд. Румбурак пытается сбежать, но Фантомас убивает его из лучевого пистолета, превратив в пепел. Страна сказок спасена, получившие массу впечатлений туристы, а также король Гиацинт отправляются в Мир людей. Никому не жаль Румбурака кроме, кажется, пани Блекотовой и пана Помпо, оставшихся у его останков. |  |  |  |
|         | |  |  |  |
| 26 (39) | «Декан меняет мнение» Навестив в Мире людей Арабелу и её семью и получив волшебный перстень, король Гиацинт вернулся в Страну сказок. Там он простил и снова сделал человеком Остроглаза, вернул человеческий облик Валлибальду, который воссоединился со своей семьей. Прощены и расколдованы Роксана и пани Черна, а очередной двойник Румбурака живёт у пани Блекотовой, от которой впрочем скоро сбегает. В Мире людей тоже, казалось, все кончилось хорошо, но из-за того, что Гонзик и Марженка не признались Арабеле, что красное яблоко не поможет её сыновьям, случилось несчастье. Съев его, Карел и Гиацинт стали мотыльками. Спеша исправить свою ошибку, Гонзик и Марженка находят волшебный колокольчик и призывают в Мир людей пана Виго, который спасает положение, сделав братьев такими, какими они и должны быть — младенцами, развивающимися, как положено в Мире людей. Пан Декан, ставший случайным свидетелем этих чудес, наконец признает курсовую работу Гонзика. Пан Папп снова берет Арабелу и Петра на работу. Родители Марженки взяли на работу садовниками бывших дворников. Румбурак в образе ворона прилетает в королевский замок. Пан Виго тут же превращает его с статую, которую незамедлительно разбивает. Король Гиацинт порицает этот поступок и, вернув Румбурака к жизни, отпускает его восвояси, а на недоумение пана Виго объясняет: Добро не было бы добром, если бы ежедневно не побеждало зло. |  |  |  |